# Dipterocarpus obtusifolius
Espèce
Classification phylogénétique
Statut de conservation UICN

 NT  : Quasi menacé
Dipterocarpus  obtusifolius est un grand arbre sempervirent d'Asie du Sud-Est, appartenant à la famille des Diptérocarpacées.

## Description

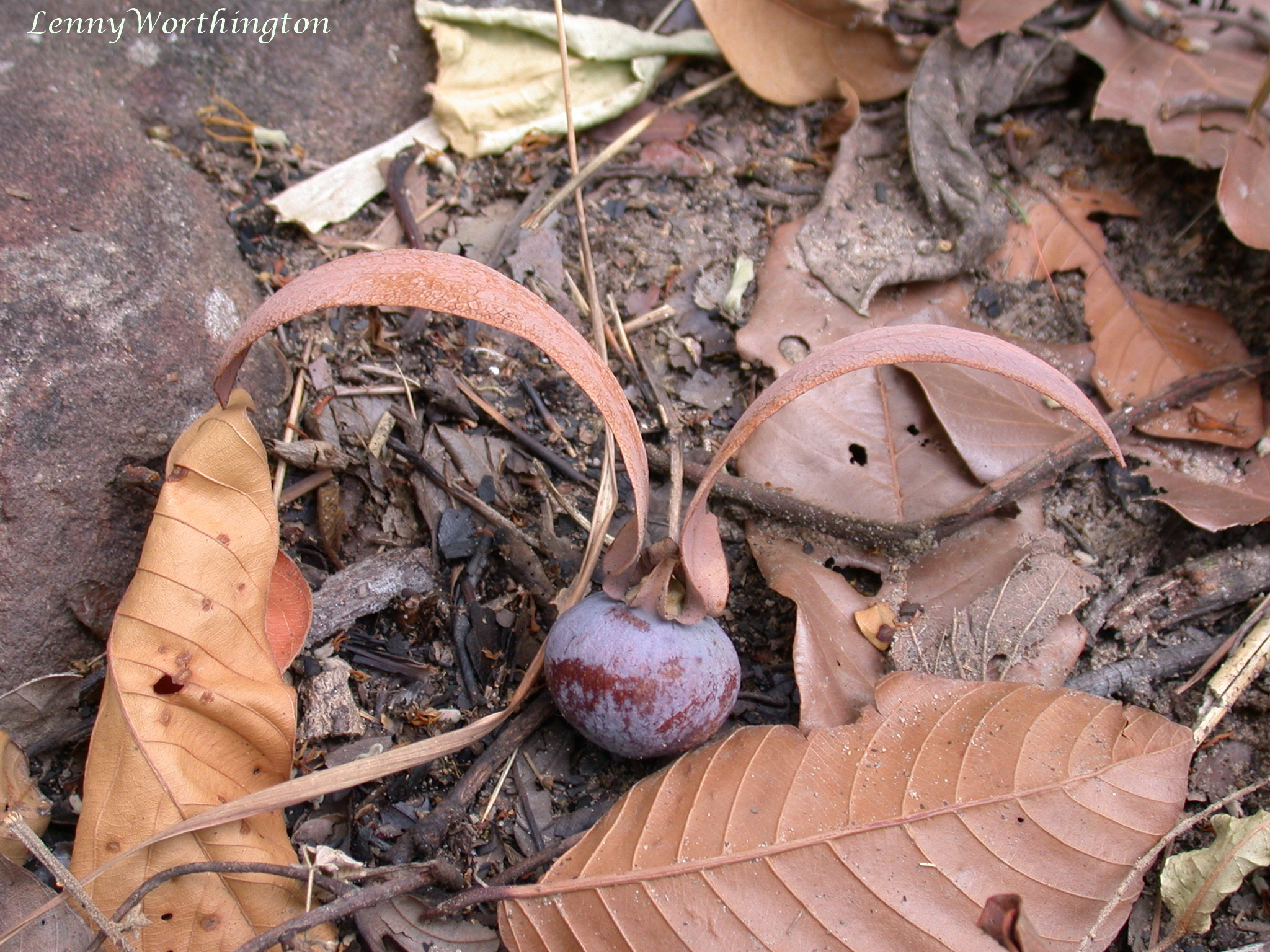
Fruit ailé, parc national de Phu Laen Kha, Thaïlande

## Répartition
Myanmar, Malaisie, Cambodge, Laos, Thaïlande, Brunei et Viêt Nam.